# Donji Milanovac
Donji Milanovac (cyr. Доњи Милановац) – miasteczko w Serbii, w okręgu borskim, w gminie Majdanpek. W 2011 roku liczyło 2410 mieszkańców.
Miasteczko jest siedzibą Parku Narodowego Đerdap.